# Национални симболи Мађарске
Национални симболи Мађарске су застава, грб и културни изрази који су амблематични, репрезентативни или на други начин карактеристични за Мађарску или мађарску културу.

## Заставе и хералдика
Застава Мађарске је хоризонтална тробојка црвене, беле и зелене боје. Грб Арпадовића је такође популаран.
- Застава Мађарске
- Грб Мађарске
- Мађарска војна застава из Револуције 1848.
- Застава мађарске револуције испред зграде парламента Мађарске
- Грб Арпадовића